# 通通
通通是巴西马拉尼昂州的一个市镇。总面积3573.041平方公里，总人口34444人，人口密度9.6人/平方公里。